# Battaglia di Giannitsa
La battaglia di Giannitsa (in greco: Μάχη των Γιαννιτσών; in turco: Yenice Muharebesi) fu combattuta, tra il 1° e il 2 novembre 1912, fra l'esercito greco e quello ottomano nell'ambito della prima guerra balcanica. La battaglia si concluse con la vittoria dell'esercito greco che in tal modo si aprì la strada verso Salonicco.

## Antefatti
Dopo battuto l'esercito ottomano a Sarantaporo, il principale obiettivo dell'esercito greco in Macedonia era rappresentato dalla città di Salonicco, verso la quale stavano convergendo anche l'esercito bulgaro da est e quello serbo da nord. Il 25 ottobre i greci entrarono a Kozani e dopo aver superato il massiccio dell'Olimpo entrarono nella piana di Salonicco, dove incontrarono la resistenza delle forze ottomane schierate fra la cittadina di Giannitsa, l'omonimo lago e il fiume Kara Azmark.
Il comandante dell'Armata greca della Tessaglia, principe Costantino, aveva deciso di marciare verso Salonicco con cinque divisioni (1ª, 2ª, 3ª, 4ª e 6ª) e di inviare la 5ª divisione verso nord-ovest, in direzione di Soroviç, per proteggere il proprio fianco sinistro da un eventuale attacco delle truppe ottomane in ritirata dopo la sconfitta subita a Kumanovo da parte dell'esercito serbo; mentre sul fianco destro la 7ª divisione, originariamente lasciata in riserva a Larissa, si mosse verso Elassona e da qui, attraverso il passo di Petra, incontrando la sola opposizione di alcune truppe irregolari bosniache schierate a difesa del passo, raggiunse il fiume Kara Azmark. Nel settore centrale, il 29 ottobre le truppe greche occuparono Veria proseguendo poi verso Vertecop a nord, per poi piegare ad est verso Giannitsa evitando le paludi a sud e sud-est del lago.

## Svolgimento
Il comandante del VII Corpo d'armata ottomano, Hasan Tahsin Pascià, disponeva di forze in inferiorità numerica di oltre 3 a 1 rispetto ai greci e doveva contemporaneamente affrontare l'avanzata dell'esercito bulgaro da est. L'approccio verso Salonicco dalla parte della città di Giannitsa presentava una situazione naturale favorevole alla difesa, essendo la città ubicata su colline ai piedi di ripide montagne che rendevano impossibile ogni manovra di aggiramento e consentivano di controllare facilmente l'avvicinamento fino al lago e alle paludi che dividevano in due la pianura. Dall'altro lato, la pianura era segnata dal fiume Kara Azmark, emissario del lago di Giannitsa, attraversato dalla strada e dalla ferrovia per Salonicco lungo uno stretto lembo di terra a nord-est di Platy e circondato a nord-ovest e a sud-est da paludi. Hasan Tahsin Pascià cercò di economizzare le proprie forze lasciando solo la 14ª divisione a difesa di Giannitsa e posizionando la 22ª divisione sul fiume Kara Azmark, mentre le unità rimaste (le divisioni di fanteria Drama e Nasliç) vennero tenute di riserva.
Il mattino del 1º novembre partì l'attacco greco verso Giannitsa, ma per tutto il giorno la 14ª divisione ottomana riuscì a resistere nonostante fosse in condizioni di assoluta inferiorità numerica. Nella notte Hasan Tahsin Pascià decise di inviare la divisione Drama a rinforzare le posizioni a Giannitsa, ma il mattino successivo, prima che la Drama arrivasse a destinazione, la 2ª e la 3ª divisione greche riuscirono a sfondare le linee nemiche provocando il collasso del fronte ottomano a Giannitsa. Intanto, nella notte, la 7ª divisione greca era riuscita ad attraversare il ponte ferroviario sul Kara Azmark spingendo indietro la 22ª divisione ottomana. Crollate le difese sia a Giannitsa che sul Kara Azmark, il VII Corpo ottomano si ritirò verso Salonicco.
Le perdite greche furono abbastanza leggere: 10 ufficiali e 178 soldati morti, 29 ufficiali e 756 soldati feriti della 6ª divisione di fanteria, mentre per le altre unità non esistono dati certi. Allo stesso modo esistono dati certi riguardo alle perdite ottomane solo per la 14ª divisione: 30 ufficiali uccisi o feriti, 250 soldati morti e 1000 feriti. Altri 200 soldati ottomani caddero prigionieri.